# Битва при Винведе
Битва при Винведе (англ. Battle of the Winwaed; валл. Brwydr Maes Gai) — битва, состоявшаяся на берегу реки Винвед (на территории современного Йоркшира, Англия) 15 ноября 655 года (по одной из интерпретаций, 654 года) между англосаксонскими войсками короля Мерсии Пенды и короля Берниции Освиу. Завершилась поражением мерсийцев и гибелью их правителя.

## География
В настоящее время не установлено достоверно, какое название носит сейчас река Винвед. Среди выдвигаемых версий наибольшего доверия заслуживают две, связывающие эту реку с реками Кок-Бек (протекающей через местность под названием Поля Пенды в Уэст-Йоркшире, на восточной окраине современного Лидса) или Вент (притоком йоркширской реки Дон). Эти две версии больше всего соответствуют описанию обстоятельств битвы, приводимых летописцами.

## Предшествовавшие события
В 642 году король Мерсии Пенда убил короля Нортумбрии Освальда в битве при Мазерфельде. Освальд, объединитель Берниции и Дейры, был впоследствии канонизирован; его отрубленная и забальзамированная голова хранится в Даремском соборе. Пенда, одержавший до этого со своим гвинедским союзником Кадваллоном ап Кадваном победу в битве при Хэтфилде и привлёкший на свою сторону валлийских лордов, стал главной угрозой для христианских королевств Англии.
Нанеся поражение сыну Освальда Освиу при Стерлинге, Пенда принялся разорять Берницию, так что сидевший в осаде Освиу был вынужден предложить ему большой выкуп с тем, чтобы он прекратил войну и вернулся в Мерсию. Беда Достопочтенный и Гальфрид Монмутский сообщают, что Пенда отказался от предложенного выкупа, что вынудило Освиу принять бой с превосходящими силами противника. В то же время в «Истории бриттов» сообщается о том, что Пенда взял выкуп и распределил его между своими союзниками-бриттами; эта версия подвергается сомнению, но может объяснять, почему решающее сражение состоялось не при Стерлинге, а при Винведе: это означало бы, что Освиу догнал уходящую армию Пенды и ударил противнику в тыл.

## Ход битвы

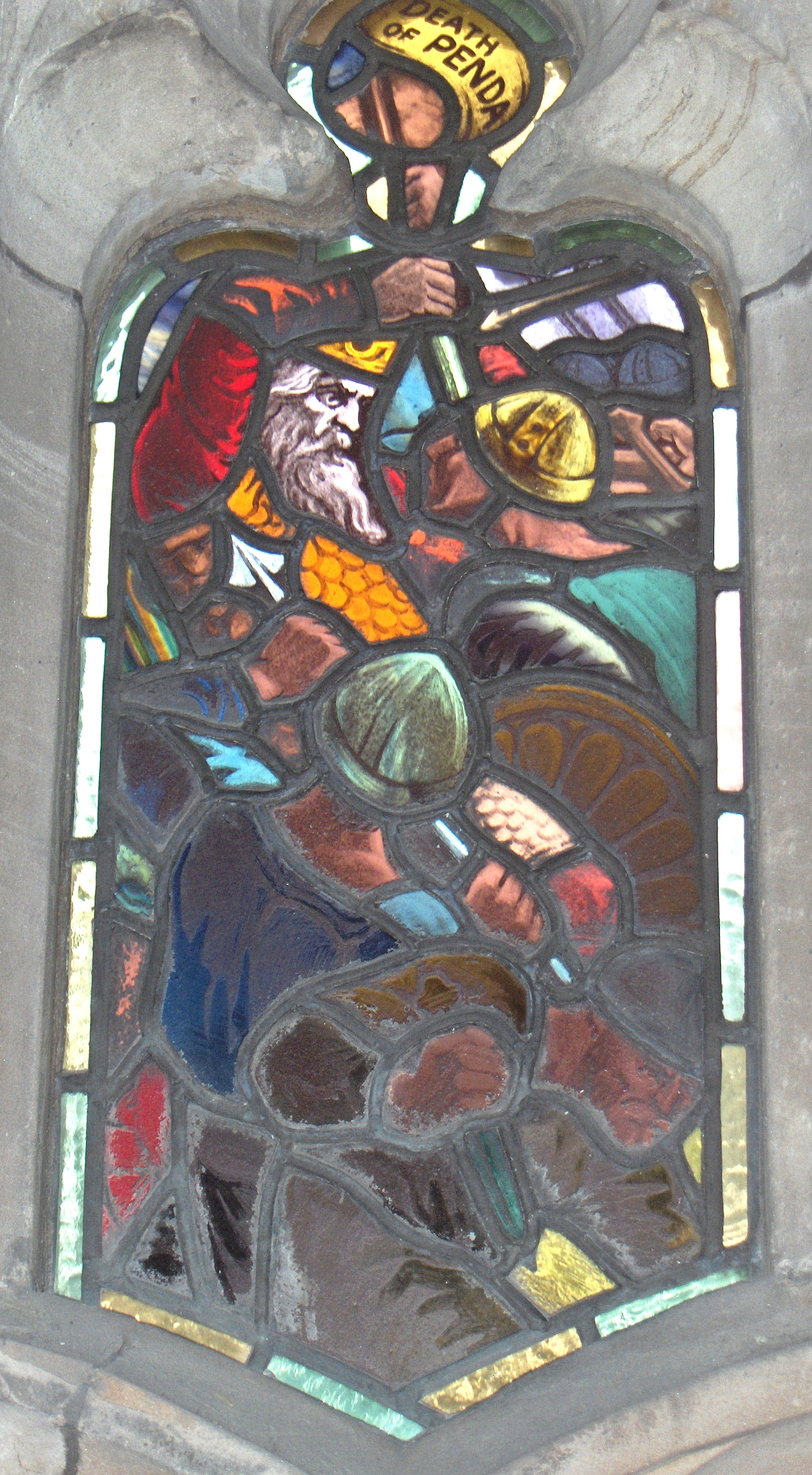
Гибель Пенды. Витраж в Вустерском соборе

В состав армии Пенды входили отряды 30 валлийских танов, а также войска Гвинеда (под командованием короля Кадавайла) и Восточной Англии (под командованием короля Этельхера) и короля Дейры Этельвальда, ещё одного сына убитого Освальда. На стороне Освиу находились гораздо меньшие силы.
Беда Достопочтенный рассказывает, что перед битвой Освиу воззвал к Господу, пообещав в случае победы отдать дочь в монахини и пожертвовать двенадцать земельных наделов на строительство монастырей. 15 ноября 655 года Освиу неожиданно атаковал войско Пенды у реки Винвед. Армия Берниции, значительно уступавшая в численности армии Мерсии, компенсировала это неожиданностью нападения и умелым использованием рельефа местности, прижав находившихся на марше воинов Пенды к реке. Кроме того, в битве не принимали участие войска Кадавайла, получившего за это впоследствии позорное клеймо труса, и Этельвальда, простоявшего в стороне от боя в ожидании его исхода. Мерсийцы были разбиты, Пенда и почти все его союзники, включая Этельхера и большинство танов, погибли. Многие из воинов Пенды, пытавшиеся бежать с поля боя, утонули в реке, вздувшейся после недавно прошедших сильных дождей. Генрих Хантингдонский, пересказывая Беду Достопочтенного, особо отмечает высшую справедливость того, что Пенда умер насильственной смертью — так же, как часто сам лишал жизни других.

## Последствия
После гибели Пенды Нортумбрия, чьё влияние среди англосаксонских королей поколебалось в последние годы параллельно с возвышением Мерсии, восстановила свою ведущую роль. Освиу объединил под своей властью обе её части — Берницию и Дейру. Мерсия, напротив, была разделена: её северную часть присоединил к своим владениям Освиу, а в южной воцарился сын Пенды Педа.
В отличие от отца-язычника, Педа был к этому моменту крещён и после того, как взошёл на престол, крестил и Мерсию. Таким образом, пал последний бастион англосаксонского язычества на пути распространения христианства в Англии. Учитывая всемерную поддержку, оказываемую королём Нортумбрии церкви после победы при Винведе (он действительно выделил монастырям обещанные наделы и постриг годовалую дочь Эльфледу в монахини — впоследствии она стала аббатисой монастыря в Уитби, а после смерти была канонизирована), это распространение было быстрым и беспрепятственным.